# Pãozinho fino
O pãozinho fino, pãozinho de amêndoa ou simplesmente pãozinho é um doce tradicional do Algarve. É feito com massapão e recheado com doce de ovos. Distingue-se de outros doces tradicionais por ser modelado como um pão tradicional e por ficar tostado à superfície.